# Petit-Noir
Petit-Noir is een gemeente in het Franse departement Jura (regio Bourgogne-Franche-Comté). De plaats maakt deel uit van het arrondissement Dole. Petit-Noir telde op 1 januari 2022 1.063 inwoners. 

## Geografie
De oppervlakte van Petit-Noir bedroeg op 1 januari 2022 20,52 vierkante kilometer; de bevolkingsdichtheid was toen 51,8 inwoners per km².

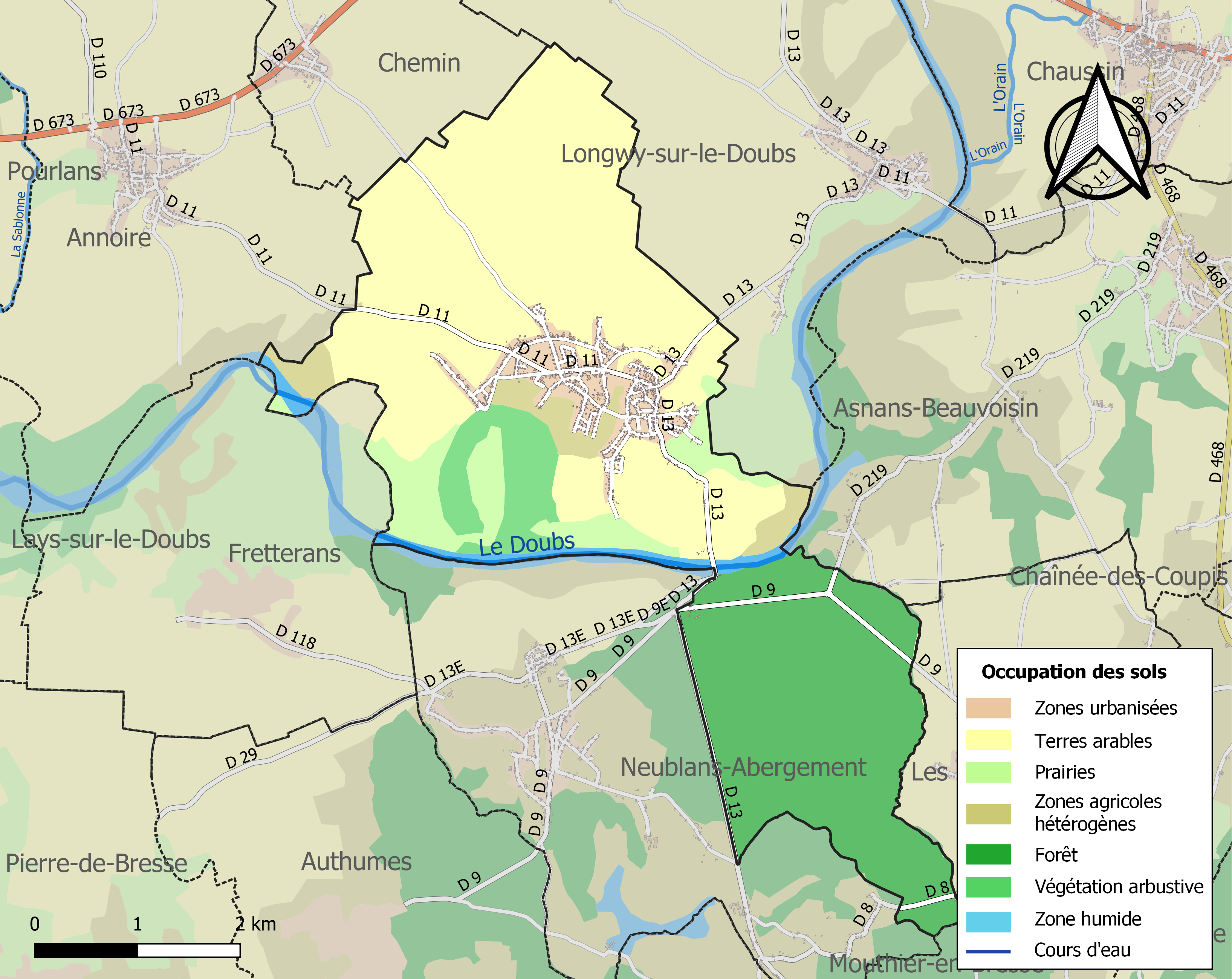
Kaart van de gemeente met de belangrijkste infrastructuur, bodemgebruik en omliggende gemeenten

## Demografie
Onderstaande figuur toont het verloop van het inwonertal (bron: INSEE-tellingen).